# Karl Kühnle
Karl Kühnle (* 8. Juli 1900 in Kuppingen; † 15. Oktober 1981 ebenda) war ein deutscher Künstler. Der Maler des Gäus erreichte regionale Bekanntheit, doch hatte er auch Ausstellungen in Freiburg, Biarritz, Paris, Mexiko-Stadt, Rochester, Las Palmas. Kühnle illustrierte auch Postkarten, Kalender und Bücher. 
Er wurde ausgezeichnet mit der Verdienstmedaille des Landes Baden-Württemberg und der Herrenberger Bürgermedaille in Gold. In seinem Geburtsort Kuppingen sind ein Platz (Karl-Kühnle-Platz), ein Saal des evangelischen Gemeindezentrums und die örtliche Grundschule (Karl-Kühnle-Grundschule) nach ihm benannt.
Seine Biografie Sieg des Lichts erschien 1977 und wurde 1990 zum dritten Mal aufgelegt.
Einige seiner Werke sind in der Kuppinger Karl-Kühnle-Grundschule zu besichtigen, weitere im Bürgeramt der Stadt Herrenberg.